# Revillon Frères
Revillon Frères war ein französisches, weltweit tätiges Handelsunternehmen für Güter des gehobenen Bedarfs mit dem Hauptartikel Pelzwaren, hervorgegangen aus einer Pariser Kürschnerei. Das Unternehmen betrieb eine der ersten Pelzwarenfabriken Europas.

## Geschichte
Die Firma Revillon Frères hat ihre Wurzeln in dem von dem Kürschner und Pelzhändler François Givelet gegründetem Betrieb in Paris, 159, Rue Saint-Honoré, der schon bald einer der prominentesten Läden der französischen Hauptstadt wurde. Die Kürschnerei vererbte sich auf den Sohn, überstand die französische Revolution und erlebte eine erneute Blüte unter dem Directoire, einer Zeit des übertriebenen Kleiderluxus.
Im Jahr 1839 erstand Victor Revillon (* 1806; † 1873) die Firma Givelit, mit 116 Jahren inzwischen eines der ältesten und erfolgreichsten Pelzunternehmen von Paris. Sein Vater, der Comte Louis-Victor d'Appreval (* 1806) hatte sich vor der Revolution unter dem Namen Louis-Victor Revillon auf ein von ihm gekauftes Gut nach Boissy-Saint-Léger in Sicherheit gebracht. Aus seiner Ehe stammten elf Söhne und eine Tochter, ein dreizehntes Kind adoptierte er. Einer seiner Söhne hatte ein Pelzgeschäft gegründet, dieser veranlasste, dass der sechste Sohn Victor bei ihm in eine Lehre eintrat.
Im Jahr 1828 übernahm Victor Revillon anstelle des erkrankten Inhabers bis zum Jahr 1830 die Leitung des Pelzhauses Moutier in Rouen (1828–1830). Zurückgekehrt nach Paris arbeitete er bis 1835 im Haus Kerkoff in der Rue Saint-Honoré.
Nach Heirat mit der Kürschnertochter Jancke überließen ihre Eltern ihnen bald darauf ihr Geschäft in der Rue des Fossés-Montmartre (später Rue d’Aboukir), zu dem Victor 1839 das Haus Givelit hinzu kaufte.

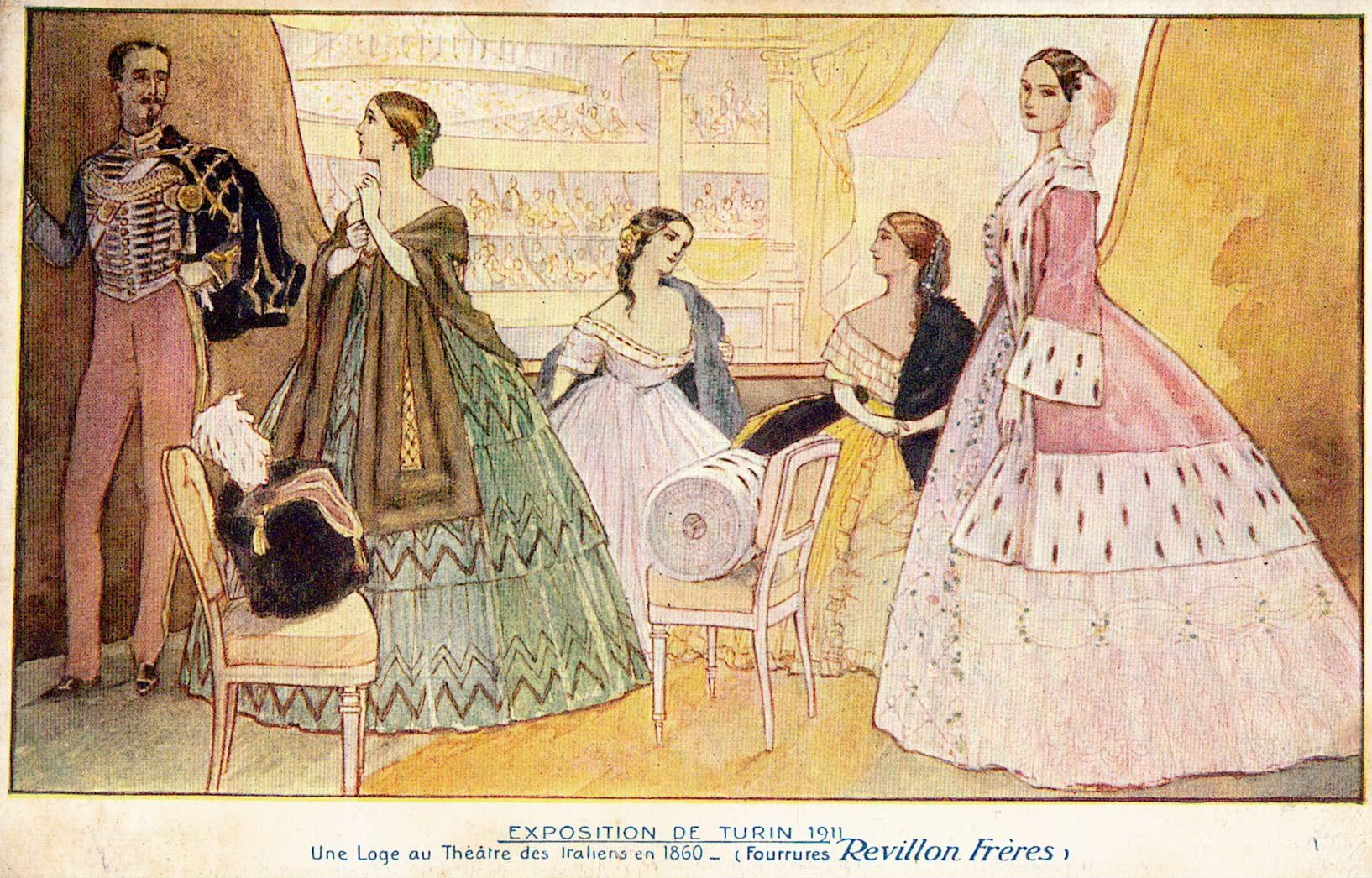
Eine Loge im Théâtre des Italiens im Jahr 1860 (Pelze Revillon Frères)
(Werbe-Postkarte von 1911)

Es geschah dies in einer Zeit, als der Pelz wegen seiner Seltenheit und des dadurch hohen Preises nur den begüterten Kreisen vorbehalten war. Die seinerzeit hauptsächlich genutzten Fellarten waren Zobel, Marder, Iltis, Biber, Hermelin und Feh. Die überaus erfolgreiche Idee des Ehepaares Revillon war es, Pelze dadurch preiswerter zu machen, dass man auch bisher weniger beachtete Fellarten der Verwendung zuführte. Begünstigt wurde das Vorhaben dadurch, dass zu der Zeit viele große Kaufhäuser entstanden, die anfangs zögerlich, aber doch sehr bald die Revillon-Kollektionen in ihr Angebot und ihre Kataloge aufnahmen. 1865 kaufte man die Firma Pouchard, in der Victor Revillon seit 1823 seine Ausbildung vervollkommnet hatte. Ab diesem Zeitpunkt wuchs das Unternehmen weiter, bereits 1855 hatte der Umsatz die beachtliche Höhe von 400.000 Francs erreicht.
Wegen der radikalen Stadtumgestaltung durch Georges-Eugène Haussmann musste Victor Revillon sein Ladengeschäft, inzwischen in der Rue Saint-Honoré 81, aufgeben, er zog auf die Prachtstraße Rue de Rivoli 81. Im Jahr 1858 traten seine beiden ältesten Söhne, Theodore und Albert in die Firma ein, die ihre Waren- und Geschäftskenntnisse in den wesentlichen Welthandelsplätzen für Pelzfelle vervollkommneten, das waren vor allem London und der der Leipziger Brühl. Die Geschäftsidee ihres Vaters war erfolgreich, und mehr und mehr schickte man auch Handelsvertreter in die französischen Provinzen. 1865 hatte er die Söhne an der Firma beteiligt, man nannte sich jetzt Revillon Père et Fils. Nach einem kriegsbedingten fatalen Rückschlag und einem, jedoch eingedämmten, Brand des Geschäftshauses nahm auch Revillon an dem nach dem Krieg folgenden, allgemeinen Wirtschaftsaufschwung teil. Zwei weitere Söhne traten in die Firma ein, Leon und Anatole. 1873, die Mutter war bereits tot, starb auch der Vater Victor Revillon.
Die Söhne verwirklichten jetzt eine weitere Geschäftsidee. Felle wurden bisher ausschließlich zu Pelzfuttern, zu Besätzen und zu Pelzkleinteilen, wie Muffen, Mützen und Schals verarbeitet, vom Modewechsel weitgehend unberührt. Das größte Teil der bürgerlichen Pelzgarderobe war die Palatine, ein kurzer Schulterkragen. Revillon begann, Pelz wie Stoffe zu verarbeiten, zuerst zu Jacken und dann auch zu Mänteln, jeweils mit dem Haar nach außen und nach der neuesten Mode. Diese Angebotserweiterung revolutionierte letztlich das gesamte Kürschnerhandwerk. Die neue Mode wurde ganz besonders in England begeistert aufgenommen. Bereits 1875 errichtete man eine Zweigstelle in London, die bald einen bedeutenden Aufschwung erfuhr. Nach dieser ersten ausländischen Niederlassung expandierten Theodore und Albert Revillon weiter mit Zweigstellen in Asien und vor allem, seit 1878, in Amerika. Auf dem Leipziger Brühl eröffneten sie ebenfalls ein „Comptoire“, geleitet von Carl Grumbach, der durch langjährige Amerikaaufenthalte bereits Erfahrung mit amerikanischen Fellen besaß; nach seinem Tod führte sein Sohn die Filiale weiter. Für das Jahr 1785 berichtete man von der Leipziger Ostermesse: „Bei der in Frankreich immer allgemeiner werdenden Tracht des Pelzwerkes ist in allen Sorten viel dorthin abgesetzt worden“.
Zu der Zeit begannen die Brüder auch eine Fellart in Frankreich einzuführen, die bisher fast nur in England verkauft wurde (seit etwa 1847), das Fell der Bärenrobbe, das international als Seal oder Sealskin gehandelt wird. Attraktiv werden diese Felle erst dadurch, dass man das steifere Oberhaar ausrupft, so dass eine sehr weiche Unterwolle zum Vorschein kommt. Die Sealskin-Paletots der Revillons fanden großen Anklang, die Mode breitete sich so sehr aus, dass der Bestand der Tierart letztlich gefährdet war und sie international unter Schutz gestellt werden mussten. Zum Gerben und Färben der Felle errichtete Revillon die Pelzzurichterei Espérance (frz. Hoffnung) in der Rue de la Butteaux-Cailles, bald darauf fünf weitere Gebäude in der Rue de la Fédération. Noch bis nach dem Zweiten Weltkrieg (1939–1945) wurden viele Fellarten, vor allem Kaninfell, wie Sealskin schwarz gefärbt, zusätzlich geschoren und als Sealimitation angeboten (Sealkanin, Sealbisam usw.).

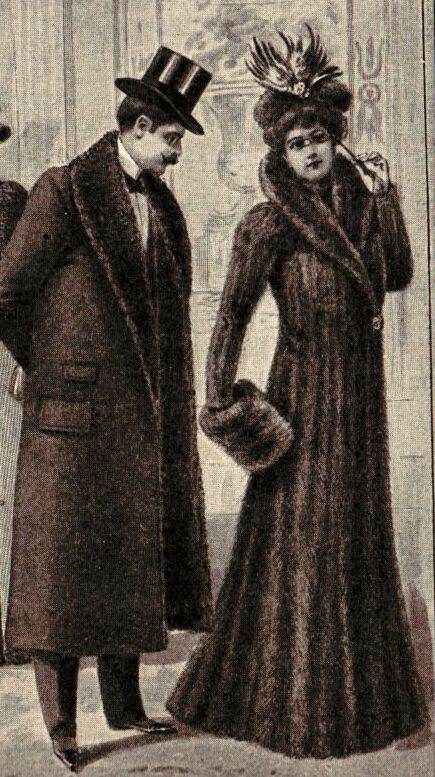
Ausgelassener Nerzmantel auf der Pariser Weltausstellung 1900

Kurz nach dem Tod Alberts, dem tatkräftigsten und genialsten sowie einzigem Kürschner unter den Brüdern, trat der älteste Sohn Thédores in die Firma ein. Unter ihm erfolgte eine weitere Ausweitung des Unternehmens. Die Zahl der Reisenden, die nicht nur ganz Europa, sondern auch die kleinsten Städte Frankreichs besuchten, vergrößerte sich erheblich. Zusätzlich zu dem neben dem Geschäft befindlichen Lager richtete man Räume in der Rue du Pont-Neuf, Rue Bertin-Poirée und Rue de Bourdonnais ein. 1890 wurde das Haus in der Rue de Rivoli aufgestockt, um alle Unternehmensteile hier zusammenzufassen.
Um 1900 spielte der Pelz bereits eine sehr wichtige Rolle in der Mode. Allein in Frankreich gab es etwa 3000 Kürschner, davon etwa 1000 in Paris. Für die ganz erheblichen Expansionen, vor allem auch für den Einkauf der riesigen Fellmengen, wurden bei Revillon große Kapitalmengen benötigt. 1914 wurde deshalb das Unternehmen Revillon Frères in eine Aktiengesellschaft umgewandelt, das Kapital betrug 30.000.000 Francs. Präsident war Théodore Revillon, Administratoren waren Leon, Anatole, Victor, Paul und Théodore Revillon jun.
Der rapide Anstieg des Pelzverbrauchs und das beständige Anwachsen des Unternehmens ermöglichte bald eine immer größere Aufteilung der einzelnen Arbeitsvorgänge auf geringer zu qualifizierende Arbeitskräfte. Revillon war damit der wesentliche Vorreiter der Spezialisierung in der industriellen Pelzherstellung. Es gab jetzt den Gesellen, der nur schneidet, den Zwecker, die Maschinennäherin-Handnäherin, Ausfertigerin-Fütterin und den Pelzklopfer. Die hier beschäftigten Kürschner trugen ihr Wissen später vor allem in die Pelzindustrie der Vereinigten Staaten weiter.
Nach dem ersten Engagement in Amerika begann man im Jahr 1905 auf Initiative des jungen Victor Revillon hin Niederlassungen in Russland zu errichten. Durch den Beginn des Ersten Weltkrieges (1914–1918) wurden jedoch alle Pläne zunichtegemacht, drei Viertel der Angestellten wurden eingezogen, die Häuser in London und New York standen vor dem Konkurs. Anfang des Jahres 1915 starb außerdem Leon Revillon, der damals begonnen hatte, Pelze mit dem Haar nach außen zu konfektionieren. Im Oktober desselben Jahres fiel Albert Revillon jun., Doktor des Rechts, der seit einigen Jahren die finanziellen Belange der Firma in der Hand hatte. Im Januar 1916 starb Anatole Revillon.
Erneute finanzielle Probleme gab es nach dem Ende des Krieges, als man sich vor einem Preissturz mit erheblichen Mengen neuer Felle versorgt hatte. Bereit 1920 hatte sich das Unternehmen so weit erholt, dass die Zurichterei in der Rue de la Fédération erheblich erweitert wurde, sie umfasste jetzt eine Fläche von 7000 Quadratmetern. In der Rue de Presles wurde ein weiteres Kühlhaus zur Konservierung von Fellen und Pelzen errichtet. Theodore Revillon, der letzte Überlebende der vier Brüder, schied im selben Jahr nach 62-jähriger Tätigkeit aus der Firma aus.
Das Atelier der Revillons wurde bis zum Ausbruch des Ersten Weltkriegs über einige Jahre hinweg von deutschen Kürschnern stark beeinflusst, Werkstattmeister und Leiter des Verkaufs war Paul Larisch, gebürtig in Schlesien. Im Jahr 1900 beschäftigte die Werkstatt 129 Kürschnergehilfen, davon waren 54 Franzosen, 47 Deutsche und 28 Gesellen anderer Nationalitäten. Larisch schreibt im Jahr 1928 über seine ehemaligen Arbeitgeber, dass es ihnen gelungen war, „das größte und berühmteste Kürschnerhaus ihrer Zeit zu schaffen mit dem besten Arbeitsapparate, den die Welt je gekannt hat“.
Auf der Pariser Weltausstellung zeigte Revillon Frères 1900 die ersten Großteile aus ausgelassenen Nerzfellen, darunter ein bodenlanger Mantel aus 164 kanadischen Nerzfellen und einem Otterfell. Die erstmals in dieser radikalen Form angewandte Arbeitstechnik des Auslassens, Felle wurden, nur durch Schneiden und Nähen, bis auf Abendmantellänge verlängert, veränderte die Pelzmode und beeinflusst sie bis heute.

Viele Revillon-Pelzkreationen fanden Aufnahme in das New Yorker Metropolitan Museum of Art:
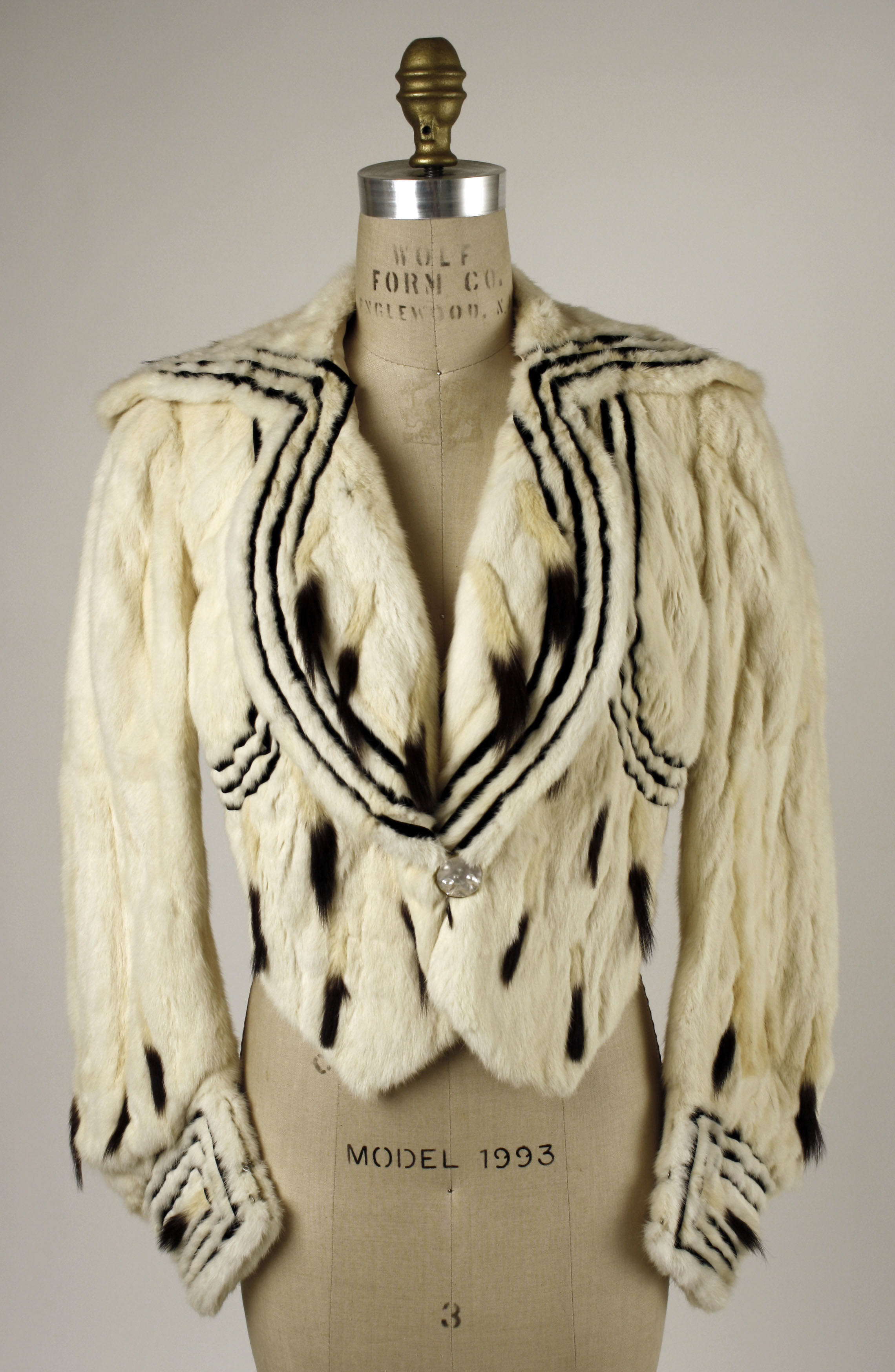
Hermelinjäckchen (1902/03)
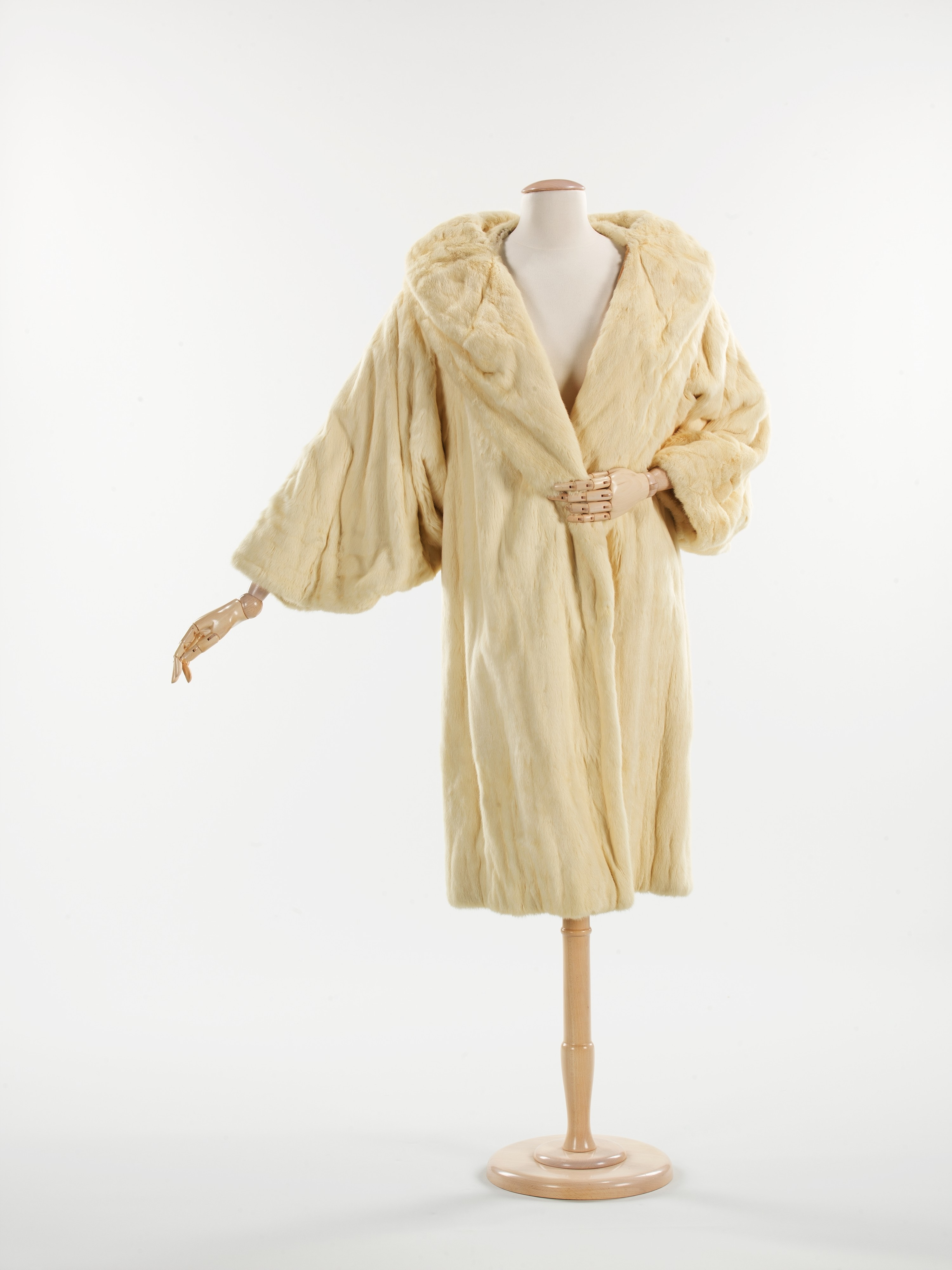
Nerz-Abendmantel (ca. 1926)
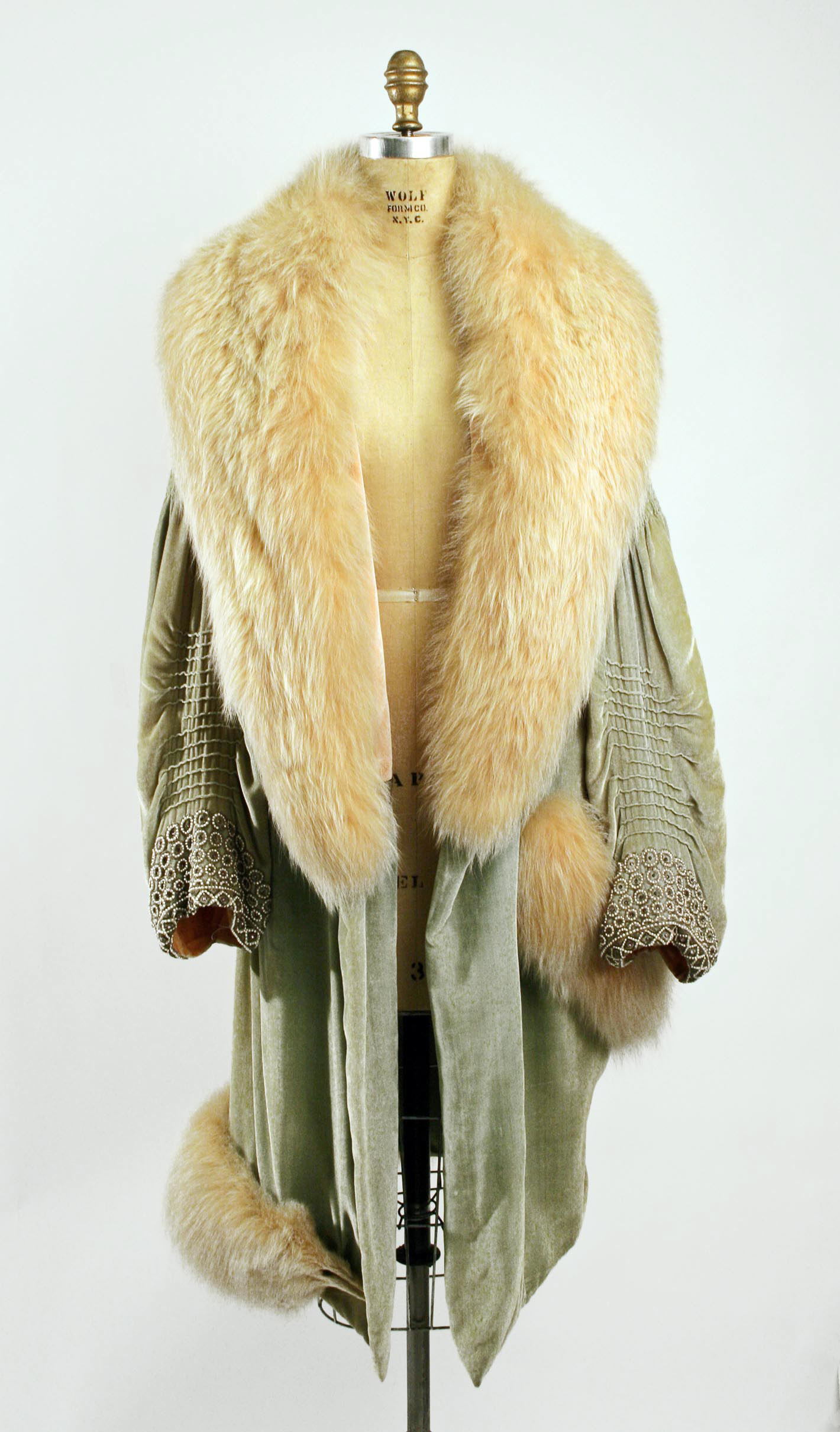
Abendmantel mit Fuchsbesatz (1928)
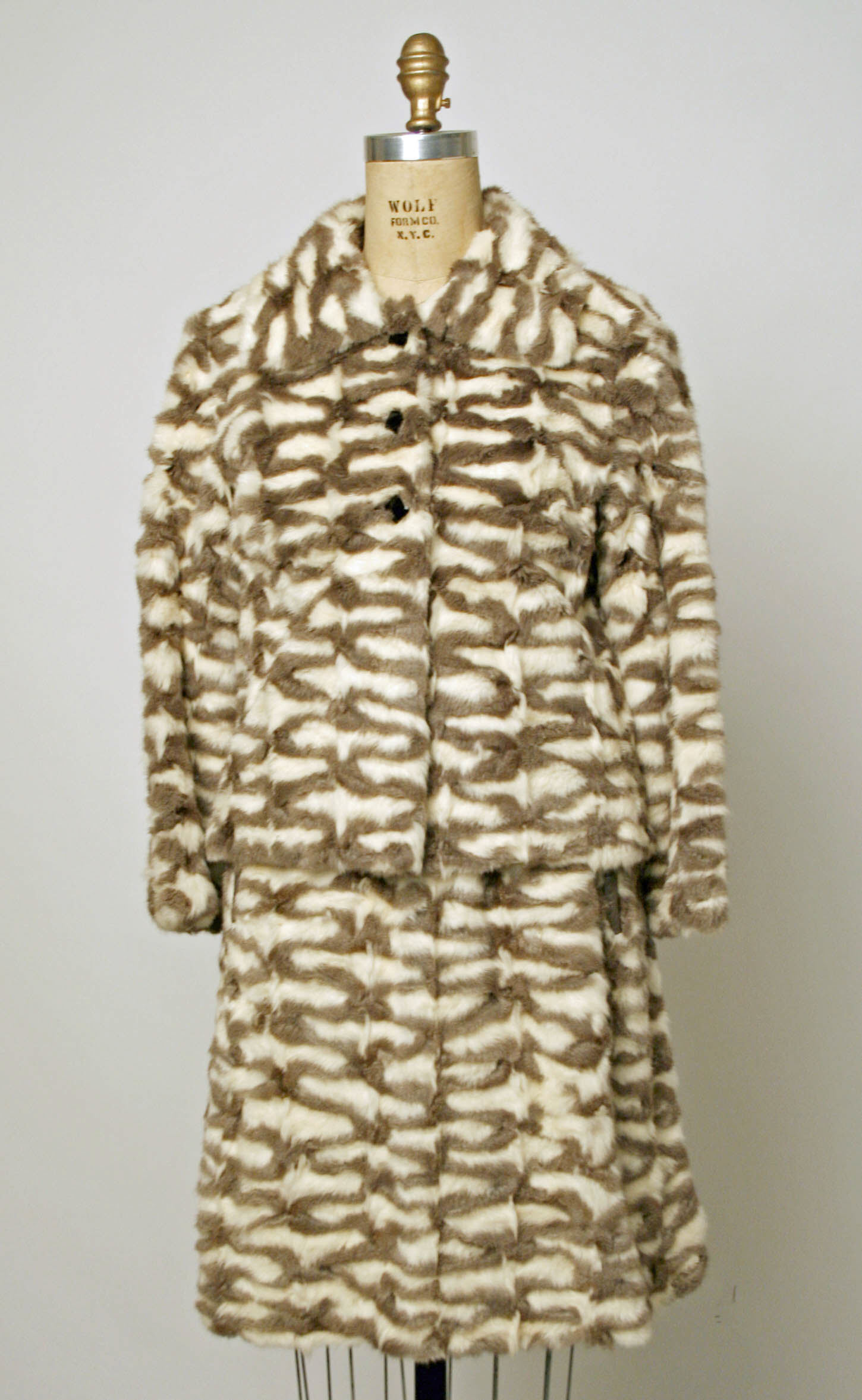
Fehkehlen-Kostüm (1967/1970)
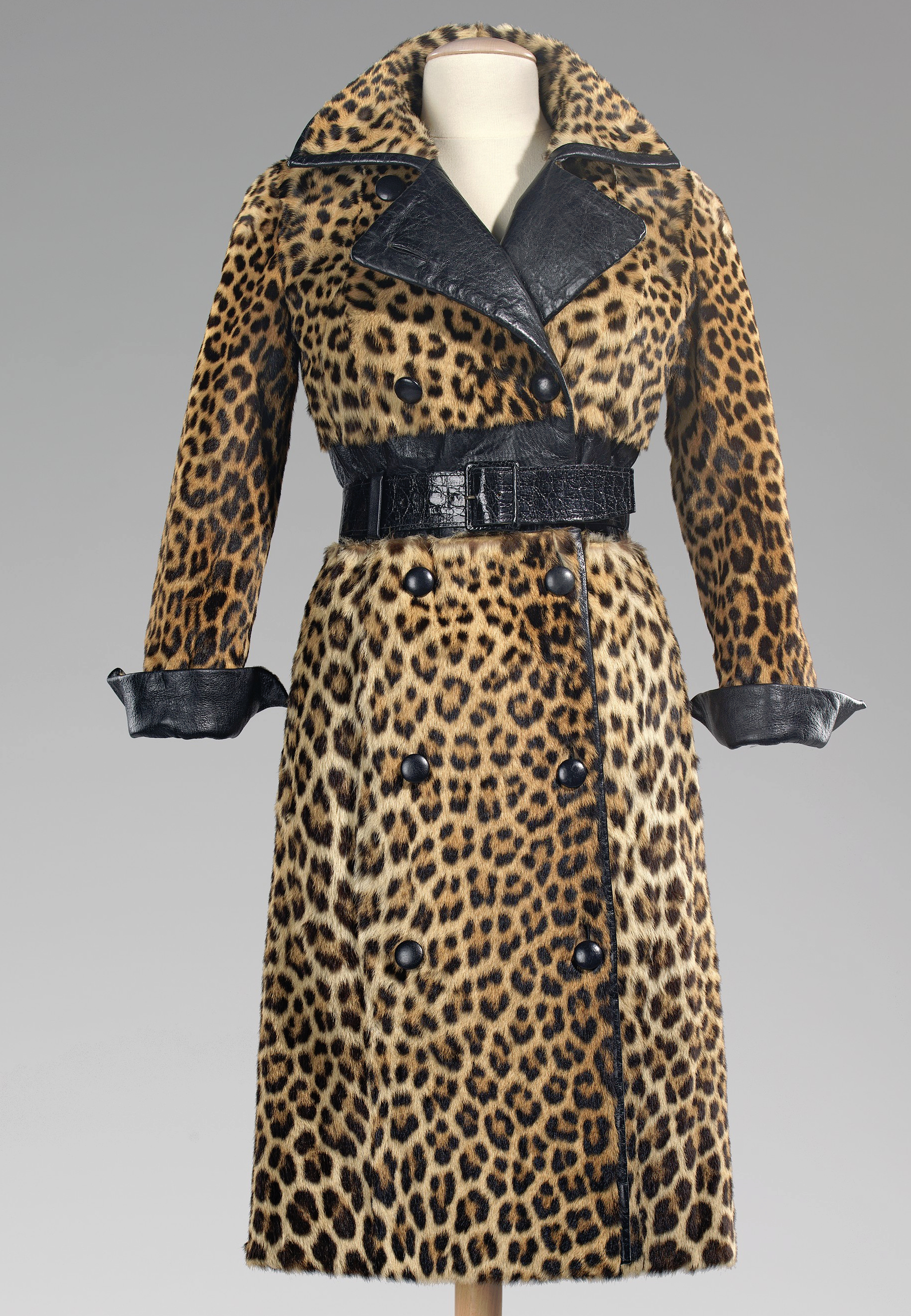
Leopardmantel (etwa 1983)
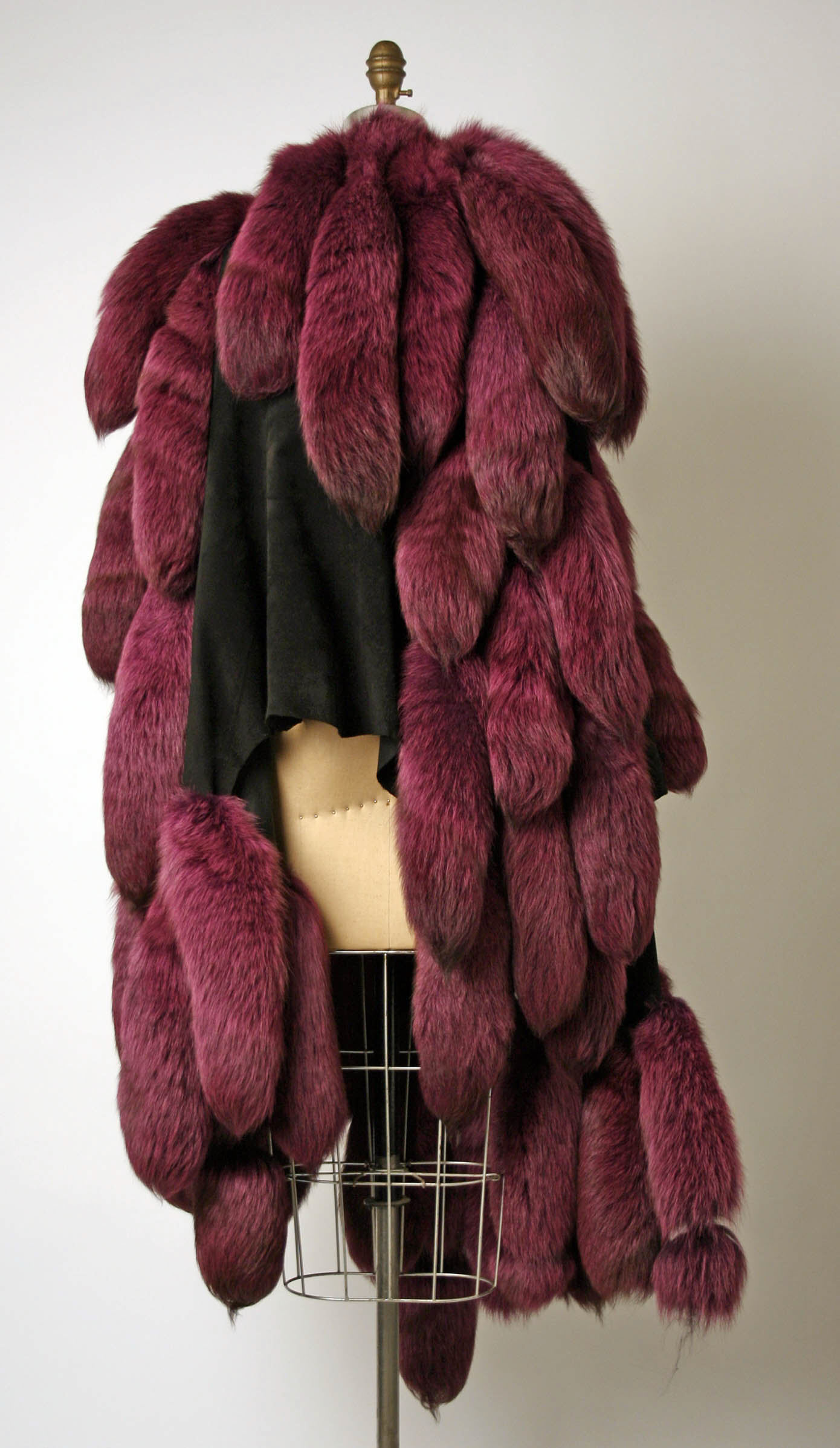
Cape aus Blaufuchsschweifen (ca. 1988)

### Revillon in London

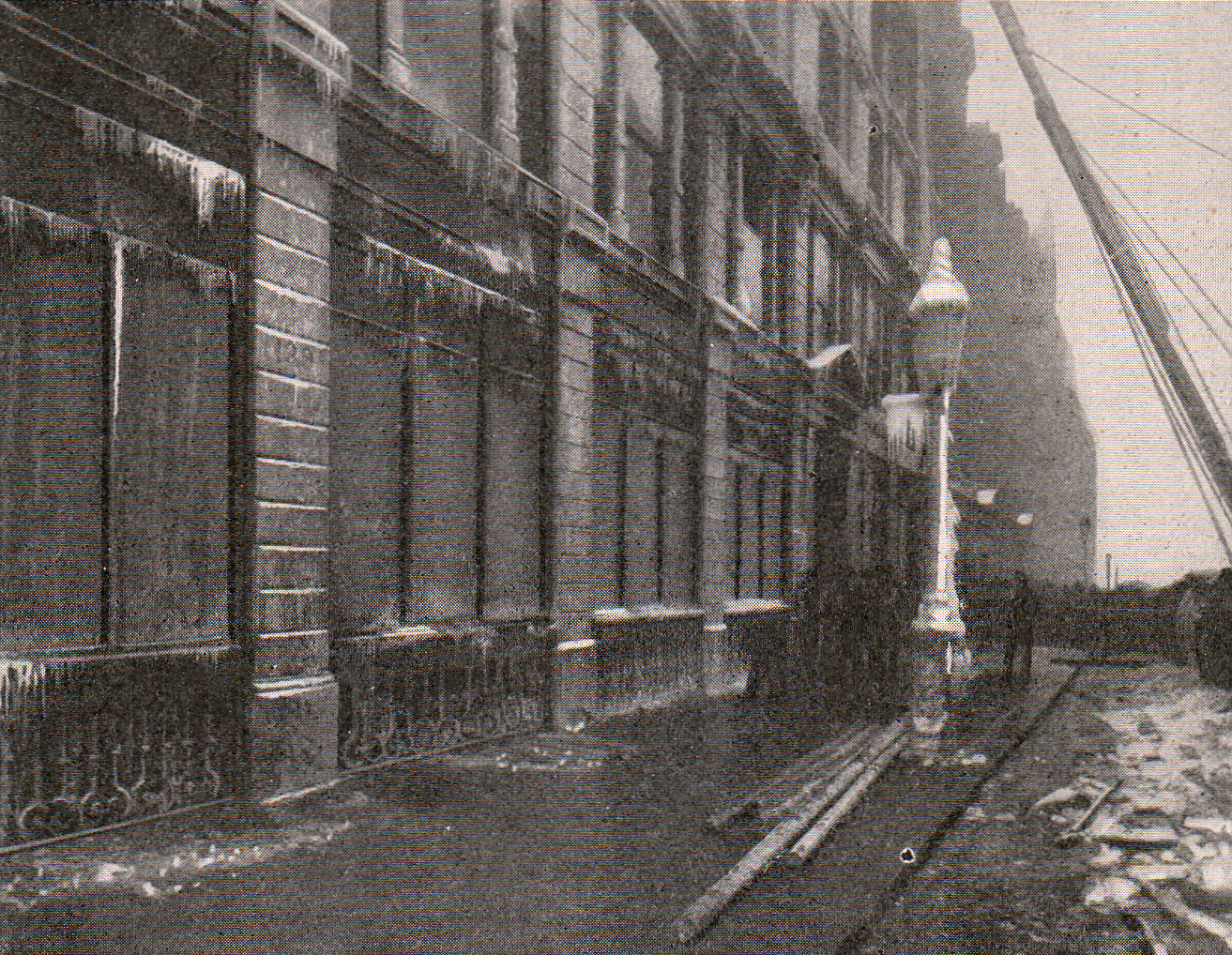
Feuer in den Geschäftsräumen Queen Victoria Street, London (1889)

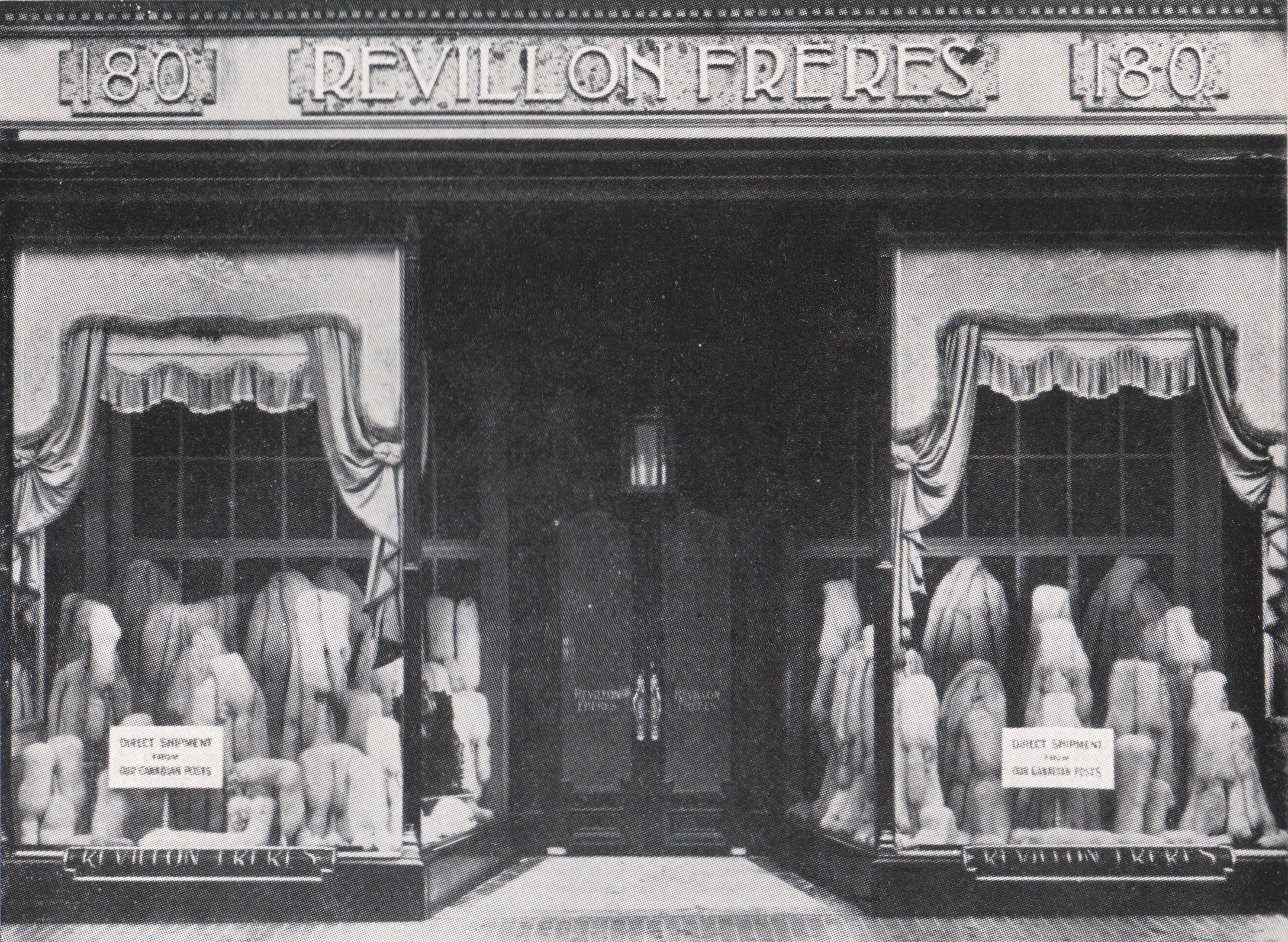
Revillon Frères, London, Regent Street 180 (Datum unbekannt)

Léon Revillon, einer der Befürworter der Auslandsexpansion, mietete für die Firma im Jahr 1869 die ersten Räumlichkeiten in London an, einen kleinen Laden in Red Lion Court im Herzen der Stadt. Manager war ein Mr. Archer, er beschäftigte einige Büroangestellte. Das Geschäft entwickelte sich gut und sechs Jahre später zog man um auf die Queen Victoria Street. Als Mr. Archer 1886 in den Ruhestand ging, übernahm H. R. Cross die Führung der wachsenden Londoner Dependance. In dieser Anfangszeit bereiste er die auf dem Land wohnenden Kunden noch selbst. Im Winter 1889 suchte eine gewaltige Feuersbrunst das Stadtviertel heim, die auch das Geschäftshaus der Revillons zerstörte. Es war so kalt, dass das Löschwasser als Eiszapfen an dem Gebäude hing. Unter Lebensgefahr brachte das Personal Bücher und Dokumente in Sicherheit, der größte Teil des Lagers wurde jedoch ein Opfer der Flammen. Mit Hilfe und in Räumen der Pelzgroßhandelsfirma C. W. Martin & Sons überstand man die 18 Monate bis zur Wiederherstellung der Geschäftsräume auf der Queen Victoria Street.
Ein Höhepunkt für Revillon war im Jahr 1908 die Präsentation anlässlich der Französisch-Britischen Ausstellung in London mit einem bemerkenswerten Pavillon, mit Dioramen, die später auch in Kopenhagen und New York gezeigt wurden. Im selben Jahr ließ sich die Niederlassung als Revillon Frères (London) eintragen. Als sich der Luxushandels in das Londoner West End verlagerte, zog man mit dem Einzelhandel in die gleiche Richtung, in das angemietete, fünffach größere Gebäude Regent Street 180 (siehe Foto), der Großhandel fand im hinteren Bereich mit Zugang Kingly Street statt. Ein wichtiger Teil der Kürschnerei besteht in der mottensicheren Aufbewahrung der Pelze in den Sommermonaten. Die Bedeutung nahm mit der Elektrifizierung noch einmal zu, als die großen Pelzhäuser begannen, die Kundenpelze in der jetzt Konservierung genannten Pelzaufbewahrung gekühlt und damit alterungshemmend zu verwahren. Revillon gehörte zu den Vorreitern und bot ab 1913 die Pelzkonservierung in seinem neu errichteten Kühlhaus an.
Nach dem durch den Ersten Weltkrieg bedingten Stillstand, in dem die Londoner Niederlassung dem finanziell besonders bedrohten Mutterhaus zur Seite stand, trennte man für den Großhandel 1918 in der Queen Street 61 unter dem Namen Revillon Trading Co (London) Ltd. einen Unternehmenszweig ab. London war bereits seit Jahrhunderten ein Umschlagplatz von Rohwaren, wie Leder, Häute, Felle, Federn usw., vor allem aus Amerika kommend. Nachdem der große Markt in Nischni Nowgorod geschlossen war und auch der zweite große Welthandelsplatz, der Leipziger Brühl kriegsbedingt ausgefallen war, flossen auch diese Warenströme über London nach Europa; allein im Pelzbereich war das Ware im Wert von jährlich mehr als 20 Millionen englischen Pfund. Mit der Gründung der neuen Gesellschaften, der zentralen Lage in London und den bereits weltweiten bestehenden Verbindungen hatte man bei Revillon ideale Bedingungen geschaffen, im großen Stil im Pelzgroßhandel zu agieren. Leipzig brauchte etliche Jahre, um sich einen Teil des Londoner Marktes zurückzuerobern – bis man ihn durch die Judenverfolgung und damit auch der Vertreibung der überwiegend jüdischen Rauchwarengroßhändler und einen erneuten Weltkrieg für immer verlor.

### Revillon in Nordamerika

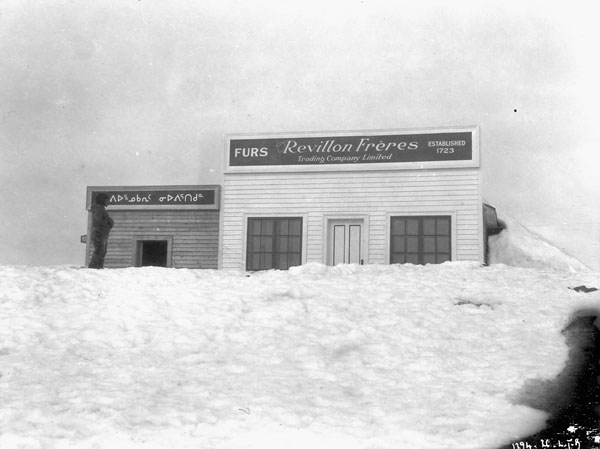
Revillon Frères, Ankaufs-Niederlassung in Nunavut, Kanada (1926)

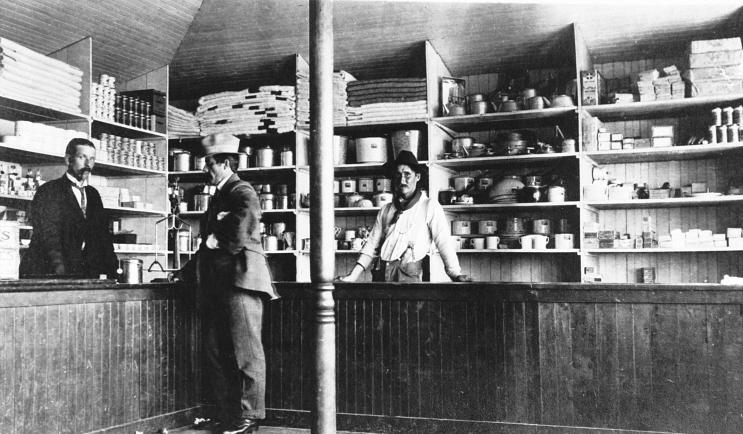
Revillon-Store in Fort George, Kanada (1910)

Die erste Niederlassung der Revillon Frères war 1978 in New York City gegründet worden. Ihr erster Repräsentant war P. A. Rockwell von der Tradewell Fur Co. Albany. Die in Frankreich gearbeiteten Pelzmodelle fanden schnell einen ganz erheblichen Absatz, die Art der Veredlung und Verarbeitung war bis dahin hier völlig unbekannt, auch verfehlte der Nimbus der Modemetropole Paris seine Wirkung nicht. Der Nachfolger Rockwells und New Yorker Mitdirektor war M. P. A. Majot, einer der Direktoren des Pariser Hauses. Nach anfänglichen Problemen nahm der Umsatz weiter zu, so dass am Broadway Nr. 731 bald drei Geschäftsetagen belegt wurden. 1895 kam ein eigenes großes Geschäftsgebäude auf der West 28th Street hinzu, einem Viertel der Luxusgeschäfte. Aufträge kamen neben der Privatkundschaft von den großen Dry Goods Stores sowie von Damen- und Herrenschneidereien. Bald wurde es nötig, ein weiteres Kühlhaus zu errichten. Das gab den Anstoß, dass Kühlhäuser auch 1900 in Paris, 1913 in London und schließlich ein Viertes in Paris errichtet wurden. Bald schon zog man in ein neues Gebäude in der Nähe der East 34th und 35th Street um, gegenüber dem Hotel Waldorf-Astoria. Unter der Leitung von O'Toole wurde eine Chikagoer Zentrale eingerichtet, in der die im Westen Amerikas aufgekauften Felle gesammelt wurden.
Als 1914 mit Ausbruch des Krieges der Handel in Europa zum Erliegen kam, entschied man sich dort, das Geschäft in Amerika zu erweitern. Auf der eleganten Fifth Avenue, Nr. 670 zog man erneut in größere Geschäftsräume, in ein Gebäude, das der Erbauer als Reproduktion eines der Loire-Schlösser für sich hatte errichten lassen. Die Ladenausstattung erfolgte entsprechend im Stil Franz I., „mit einem solchen Geschmack, dass es bald zu einer Attraktion für die »Oberen Zehntausend« wurde“.
Victor Revillon kam 1893 nach New York. Von hier aus bereiste er mehrmals Kanada. Er überzeugte seinen Vater Théodore und seine Onkel davon, dass dort ungeahnte Möglichkeiten für weitere Expansionen bestünden. Man beschloss, die Rohfelle nicht nur aus Kanada, sondern auch aus Sibirien und Zentralasien künftig direkt zu beziehen. In Kanada begab man sich damit in Konkurrenz zu der mächtigen Hudson’s Bay Company, die dort nicht weniger als 150 Handelsposten unterhielt. Entsprechend der Pläne Victor Revillons wurde eine der Hudson’s Bay Company ähnliche Organisation aufgebaut. Unter dem Einsatz sämtlicher finanzieller Rücklagen wurde begonnen, eine Kette von Handelsposten errichten, ihr Kennzeichen waren die roten Dächer mit den großen weißen Initialen H. F. Am Churchill River schuf Victor einen Hafen; er ließ 580 Meilen Straßen bauen und verband damit Prince Albert mit der Westküste der Hudson Bay; er ließ eine Farm zur Versorgung der berittenen kanadischen Polizei zur Versorgung mit Frischfleisch erstellen. In Edmonton eröffnete er einen Supermarkt für Nahrungsmittel, Porzellan und Glaswaren, Seidenwaren, Drogerieartikel, Bücher, Farmerbedarf und selbst Kutten für Missionare, es soll der weltweit erste seiner Art gewesen sein. Die Verwaltungssitze waren in Montreal und in Edmonton.
In Kanada war die Firma als Revillon Frères Trading Company Ltd. eingetragen. Im Jahr 1926 erwarb die Hudson’s Bay Company 54 Prozent der Unternehmensanteile, 1936 wurde sie ganz von der Hudson’s Bay übernommen. 1938 wurde der Name in Ruperts Land Trading Company geändert.

### Revillon in Russland

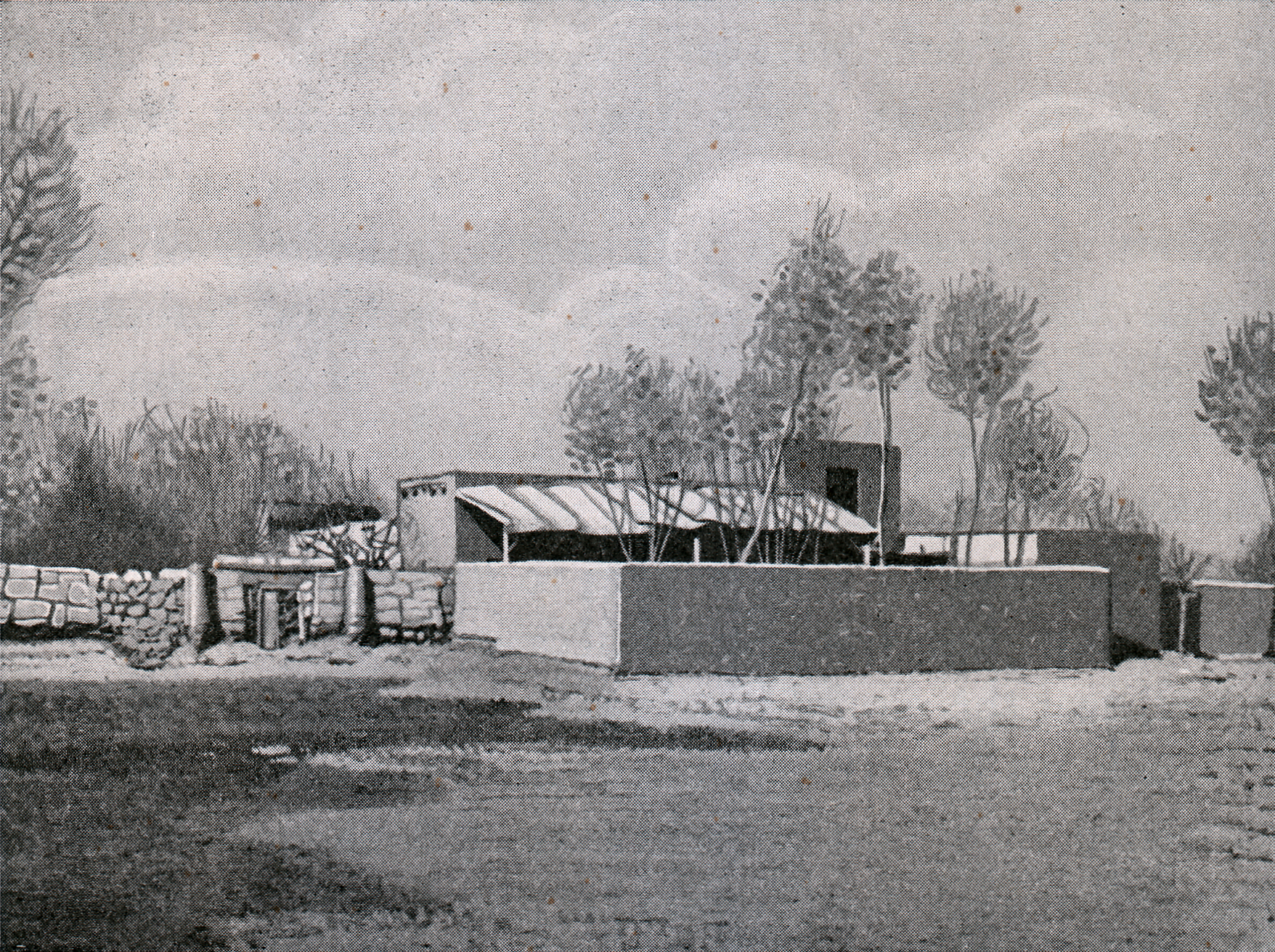
Revillon Frères in Buchara (1905)

Aus Russland kamen nicht nur die wertvollen Zobelfelle und Felle anderer Raubtierarten, auch die schön gelockten Persianerfelle des Karakulschafs aus der Provinz Buchara waren ein bedeutender Handels- und Exportartikel. Trotz etlicher Probleme konnten Mitarbeiter des Hauses Revillon in der Stadt Buchara „eine solide Basis“ errichten. Bereits im Jahr 1905 wurden etwa 50.000 Persianerfelle nach Paris exportiert. 1906 gründete man in Moskau ein eigenes Haus Revillon und umging damit gleichzeitig den hohen Zoll von 50 Kopeken, den der bucharische Emir für jedes von Fremden gekaufte Fell verlangte. Die Niederlassung wurde bald in das Zentrum des Moskauer Luxushandels verlegt, in die Kusnezki Most 15.
Neben dem Ankauf der Persianerfelle knüpfte man auch Kontakte, um Zobel, Hermelin, Rot- und Polarfüchse, Kolinsky und andere Pelzarten direkt einzukaufen. Wie in Kanada errichtete man Basen zum direkten Geschäftsverkehr mit den Jägern, unter anderem in Krasnojarsk. In den Jahren 1908 bis 1910 entstanden weitere Handelsposten im Gebiet des Jenissei; sie reichten von Turuchansk am Jenissei und von Narym am Ob bis zum Polarkreis. Obwohl ein Großteil der Felle im Tauschhandel erstanden wurde, erbeuteten Räuber bei einem Überfall auf eine Niederlassung 30.000 Rubel, die Täter wurden gefasst und gehängt, das Geld blieb verschwunden. In den Jahrhunderte alten Handelsplätzen Nischni Nowgorod und Irbis wurden Zweigstellen zum Felleinkauf eingerichtet. Der Geschäftsumfang hatte sich derartig entwickelt, dass man 1911 eine autonome Gesellschaft gründete, die Revillon Bratia, ausgestattet mit einem Kapital von 750.000 Rubel. Ihr Präsident war Léon Revillon, Direktoren waren Victor und Albert Revillon, Geschäftsführer die Herren Budelot und Brandier.
In Buchara erwarb die Gesellschaft unmittelbar danach ein Gelände, auf dem eine Fabrik zur Zurichtung der Persianerfelle errichtet wurde. Die Gebäude umfassten ein Areal von mehr als einem Hektar. 80.000 bis 100.000 Felle wurden hier jedes Jahr aufbereitet.
Die Niederlassung in Krasnojarsk war 1913 zum Zentrum des Handels mit Sibirien geworden. Es wurde ein größeres, repräsentatives Gebäude gebaut, es galt nicht nur als das schönste der Stadt, sondern auch als das großartigste in ganz Sibirien. In Omsk wurde eine Zweigstelle errichtet, deren Schwerpunkt der Ankauf von Hermelinfellen wurde. Von hier bestanden Verbindungen zum Minussinsk- und Kusnezk-, bis Altai-Distrikt und im Osten bis zum Baikalsee. Der Erste Weltkrieg machte die Pläne, die Organisation bis nach Jakutsk auszudehnen, zunichte. Die meisten Angestellten, einschließlich leitender Mitarbeiter, wurden zum Militär einberufen. Mr. Zabieha, einer der Führungskräfte, fiel bereits sechs Wochen danach, im September 1914, in Frankreich. Trotzdem wurden die Geschäfte in Russland weitergeführt, in Moskau von Herrn Brandier und in Sibirien unter Herbert Peacock. Bis 1917 konnten noch Felltransporte nach Frankreich durchgeführt werden, wenn auch unter erschwerten Bedingungen.
Die Niederlage in Sibirien musste man 1920 letztlich doch aufgeben, dies bedeutete für die Firma einen Verlust von über 10 Millionen Franc. Man verlegte sie ins japanische Yokohama, die Leitung übernahmen die Herren Brendler und die beiden Brüder Peacock. Einer der beiden Brüder wurde mit seiner Frau Opfer des Kantō-Erdbebens, das am 1. September 1923 Japan verwüstete. Auch verlor das Haus Revillon durch das Beben erhebliche finanzielle Werte. Von Japan aus knüpfte man Kontakte zum Pelzhandel in China und blieb in Verbindung mit Wladiwostok und Nikolajewsk in Sibirien.

### Nach dem Zweiten Weltkrieg

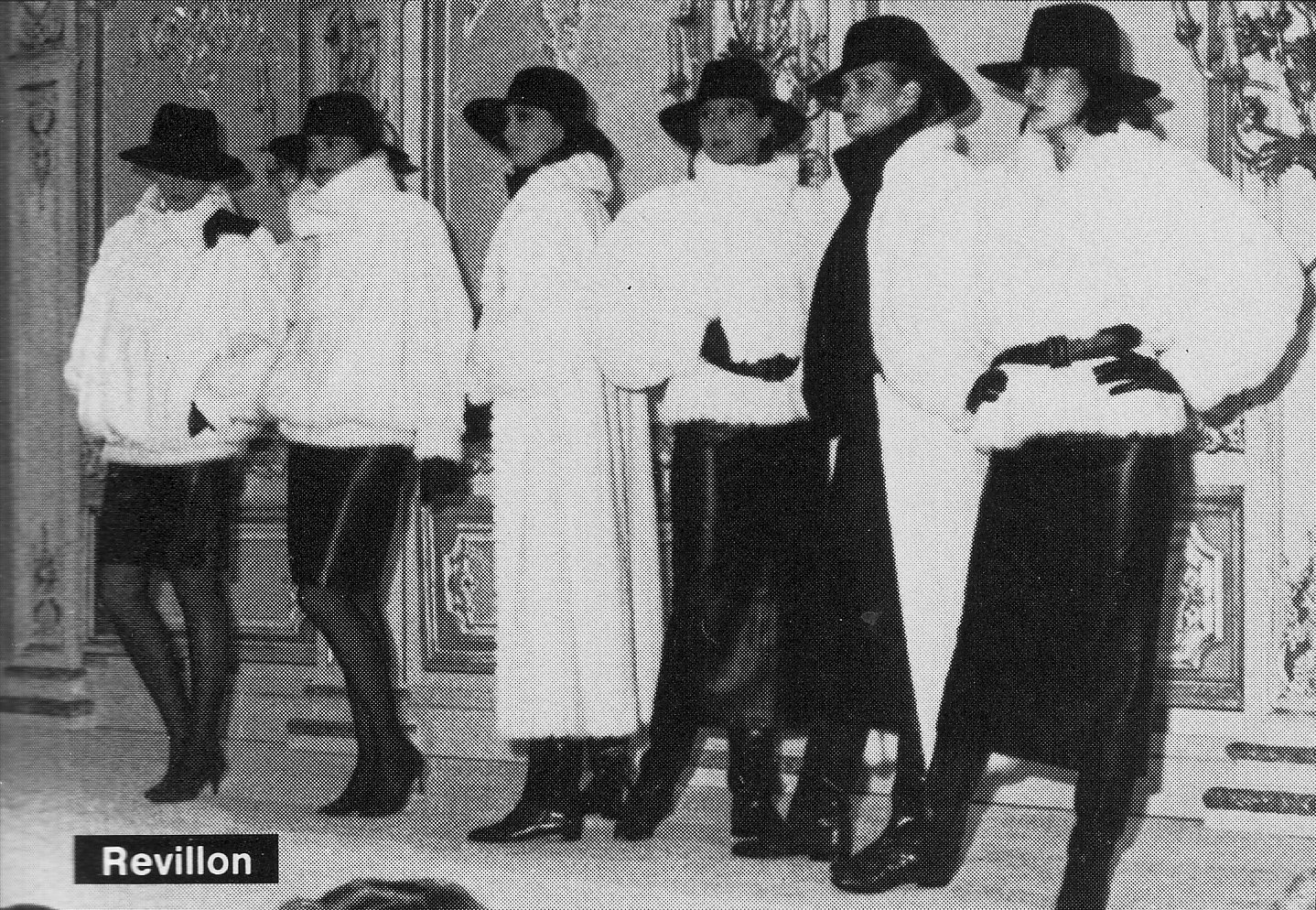
Pelze von Revillon, Stylist Jean-Paul Avizou, vorgeführt zur „Emba World Premiere Night“, Pelzmesse Frankfurt am Main 1983

Nach Ende des Krieges im Jahr 1945 hatte Revillon als Pariser Modehaus noch immer einen guten Klang. Neu in das Programm wurden Parfums bekannter Marken aufgenommen. Das Detailgeschäft logierte jetzt in einem sehr schönen Gebäude mit Schauräumen im Erdgeschoss auf der Rue la Boétie. Jacques Revillon starb früh, der betagte Vater leitete nun das Geschäft, 1950 musste Madame Revillon es allein weiter führen. Eine Reorganisierung und Modernisierung trat ein, als der frühere Direktor der Bank Louis Dreyfus, Max Mazerand, die geschäftlichen und finanziellen Belange übernahm. Er konzentrierte sich wieder auf die Entwicklung eigener Kreationen für Pelzwerk und veranstaltete Modenschauen, zu denen sich die elegante Pariser Gesellschaft versammelte. Für die junge Mode gab es eine Boutique am linken Seineufer, in der Rue de Dragon.
Als im Jahr 1959 die noch junge Madame Jacques Revillon in Paris vom Arbeitsminister den Goldpokal für guten französischen Geschmack überreicht bekam (Coupe d’or du bon goût francais), hatte die Firma 380 Mitarbeiter. Das Unternehmen erwirtschaftete zu der Zeit 78 Milliarden Franc an Devisen, das waren Dreiviertel der Summe, die damals aus dem Export französischer Autos erzielt wurden.
In Amerika hatte Revillon in den 1970er Jahren in den größeren Warenhäusern 20 Pelzboutiquen eröffnet. Die Luxuspelze wurden auch an große Kaufhäuser in Europa, Japan und Mexiko geliefert. Max Mazerand stellte die Firma zudem auf eine neue Basis, er kaufte Firmen und Grundbesitz dazu und gründete eine eigene Bank, die Compagnie Internationale de Banque. In Amerika wurden Anteile an bedeutenden Unternehmen der Textilindustrie und anderer Branchen erworben.
Im Jahr 1999 übernahm der Schweizer Fond Fibalko das Unternehmen Revillon, der es von der Supermarktkette Cora erworben hatte, die es wiederum von der Familie übernommen hatte. Sieben Jahre später bot er das Unternehmen zum Verkauf an. Wie die französische Zeitung Le Figaro zu der Zeit berichtete, war das Unternehmen Revillon nur noch „ein Schatten seiner selbst“. Bis in die 1960er Jahre brillierte es als Name für Luxuspelze, bis zum Niedergang dieses Materials in den 1970er Jahren. Für Fibalko hatte Dusanka Milicevic die Leitung des Unternehmens übernommen. Es gelang ihr jedoch nicht, den Umsatzrückgang von 1996 mit 20 Millionen Euro auf 11 Millionen im Jahr 1998 zu stoppen, schließlich waren es nur noch 5 Millionen Euro. Der neue Eigentümer verkaufte die Aktiva der Firma: das historische Gebäude im 8. Arrondissement, das Geschäft in der Avenue Montaigne und das auf der Fifth Avenue in New York, das Personal wurde durch freie Mitarbeiter ersetzt. 2003 engagierte man den für seine Kreativität bekannten kalifornischen Designer Rick Owens. 2007 wurde die Marke Revillon an Yves Salomon verkauft, einen Lieferanten der großen Modehäuser. Die bisherige Gesellschaft Revillon behielt die Auswertung der Marke Revillon für Parfums, Kosmetika und Accessoires. Der Vertrag mit dem Designer Rick Owens wurde beendet.

## Nanuk, der Eskimo

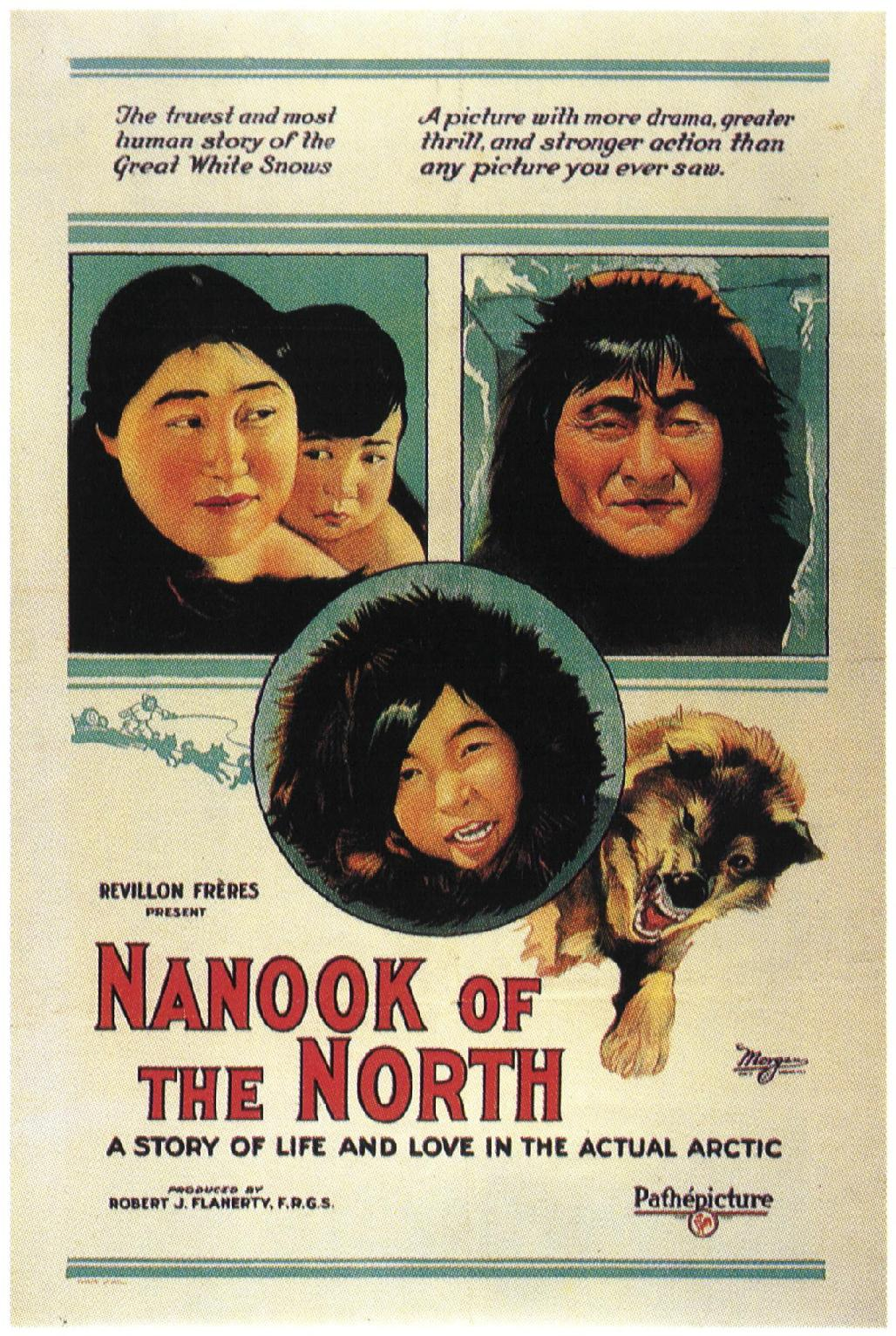
Filmplakat

Schon lange Zeit hatte man bei Revillon den Gedanken gehabt, einen Film über das Leben der Eskimos zu produzieren, Eskimos und Indianer waren die Hauptlieferanten der Felle. Ein Film, der über Jagdszenen in Zentralasien, über Buchara und Samarkand, Heimstätten der sogenannten Pelzlämmer, hatte gedreht werden sollen, war wegen des Umsturzes in Russland nicht zustande gekommen.
Im Jahr 1922 begann eine durch Revillon finanzierte, für zwei Jahre geplante Expedition, die das Leben der Inuit studieren und filmen sollte. Der Film Nanuk, der Eskimo (Originaltitel: Nanook of the North) erlangte Weltruhm und ist einer der bedeutendsten Dokumentarfilme der Stummfilmzeit und einer der ersten langen Spielfilme überhaupt. Der Regisseur Robert J. Flaherty drehte die Dokumentation über das alltägliche Leben der Eskimo-Familie von Nanuk und Nyla nahe dem Ort Inukjuaq in der Arktis von Québec, Kanada.